# Jason Friedberg y Aaron Seltzer
Jason Friedberg (Newark, Estados Unidos, 13 de octubre de 1971) y Aaron Seltzer (Mississauga, Canadá, 12 de enero de 1974) forman un duo de cineastas y escritores conocidos por hacer películas paródicas que han sido objeto de repudio por parte de la crítica, debido a su estilo de humor que en algunos casos puede llegar a ser ofensivo, chistes no tan cómicos, referencias anticuadas a la cultura pop, estereotipos raciales, entre otras. Sus películas fueron nominadas a varios Premios Golden Raspberry, sin embargo, nunca llegaron a ganar uno.
Formaron parte del equipo de escritores de Scary Movie y Spy Hard. Han escrito y dirigido películas como Date Movie, Epic Movie, Meet the Spartans, Disaster Movie y Vampires Suck.

## Películas

### Filmografía
| Año  | Película           | Directores | Productores | Escritores | Aprobación de RT | Metacritic | Recaudación Mundial |
| ---- | ------------------ | ---------- | ----------- | ---------- | ---------------- | ---------- | ------------------- |
| 1996 | Spy Hard           |            |             | Hecho      | 7%               | 25/100     | $26,960,191         |
| 2000 | Scary Movie        |            |             | Hecho      | 53%              | 48/100     | $278,019,771        |
| 2006 | Date Movie         | Hecho      | Hecho       | Hecho      | 6%               | 11/100     | $84,795,656         |
| 2007 | Epic Movie         | Hecho      |             | Hecho      | 2%               | 17/100     | $86,865,564         |
| 2008 | Meet the Spartans  | Hecho      | Hecho       | Hecho      | 2%               | 9/100      | $84,646,831         |
| 2008 | Disaster Movie     | Hecho      | Hecho       | Hecho      | 2%               | 15/100     | $34,816,824         |
| 2010 | Vampires Suck      | Hecho      |             | Hecho      | 4%               | 18/100     | $79,658,108         |
| 2013 | The Starving Games | Hecho      |             | Hecho      |                  |            |                     |
| 2014 | Best Night Ever    | Hecho      | Hecho       | Hecho      |                  |            |                     |
| 2015 | Superfast!         | Hecho      | Hecho       | Hecho      |                  |            |                     |

### Recepción
La recepción crítica de Friedberg y Seltzer ha sido consistentemente negativa. Disaster Movie y Casi 300 fueron clasificadas las dos peores películas de 2008 por el periódico The Times.
Josh Levin de Slate comentó que "Friedberg y Seltzer... ellos no son cineastas. Son malhechores, charlatanes, símbolos del declive de la civilización occidental..." Josh Rosenblatt de Austin Chronicle dijo que "Los directores/escritores Friedberg y Seltzer son una peste. Son una plaga para nuestro paisaje cinemátrográfico, una vergüenza nacional, un peligro para nuestra cultura, un desastre natural del tamaño de un tifón disfrazado de equipo de cineastas, un monstruo de Hollywood que causa devastación en las mentes de la juventud de América y que pone a la civilización de vuelta millones de años atrás".
El crítico Nathan Rabin también dio a sus películas una condenación indignada, diciendo:
Las películas de parodias, practicadas por la peste cultural que es Seltzer-Friedberg, no son solamente preocupantes desde un punto de vista estético. También son horripilantes de un punto de vista moral. La parodia de los hermanos Zucker y Mel Brooks es definida por el amor, el conocimiento, y la apreciación: Los hermanos Zucker y Mel Brooks aman, conocen y aprecian el material de origen lo suficiente que estan parodiando para tener todos los detalles en perfección. La comedia de Seltzer Friedberg, en un nítido contraste, es definida por el desprecio: desprecio por la capacidad de atención, la inteligencia, la madurez, y el marco de referencia para la audiencia, y un desprecio aun más furioso por el material de origen que parodian. Friedberg y Seltzer no son escritores, son terroristas cómicos quienes caballerosamente destruyen lo que otros crean para su propio y feo autointerés. Su éxito es totalmente dependiente en hacer de la comedia un lugar más tonto, más grosero y con menos dignidad.